# Pauillac
Pauillac (okcitansko Paulhac) je pristaniško naselje in občina v jugozahodnem francoskem departmaju Gironde regije Akvitanije. Leta 2007 je naselje imelo 5.265 prebivalcev.

## Geografija
Naselje se nahaja v jugozahodni francoski pokrajini Médoc na levem bregu estuarija Gironde, 50 km severno od Bordeauxa.

## Uprava
Pauillac je sedež istoimenskega kantona, v katerega so poleg njegove vključene še občine Cissac-Médoc, Saint-Estèphe, Saint-Julien-Beychevelle, Saint-Sauveur, Saint-Seurin-de-Cadourne in Vertheuil z 12.520 prebivalci. Kanton je sestavni del okrožja Lesparre-Médoc.

## Zgodovina
Leta 1777 je iz pristanišča Pauillac z ladjo La Victoire izplul francoski general in politik Gilbert du Motier, markiz de La Fayette in se kasneje pridružil Američanom v boju za ameriško neodvisnost. V spomin na ta dogodek je na obrežju postavljen bronasti spomenik ladje.

## Zanimivosti
- Pauillac je najbolj znan po svojih vinogradih. Kljub relativno majhni površini na njih pridelujejo kar tri od petih vrhunskih Premier Cru vin Bordeauxa: Château Lafite Rothschild, Château Latour in Château Mouton Rothschild.